# Ủy ban Chọn lọc về Tình báo Thượng viện Hoa Kỳ
Ủy ban Chọn lọc về Tình báo Thượng viện Hoa Kỳ (tiếng Anh: United States Senate Select Committee on Intelligence, đôi khi được gọi là Ủy ban Tình báo hoặc SSCI) được thành lập để giám sát Cộng đồng Tình báo Hoa Kỳ — các cơ quan và văn phòng của chính phủ liên bang Hoa Kỳ cung cấp thông tin và phân tích cho các nhà lãnh đạo của các nhánh hành pháp và lập pháp. Ủy ban được thành lập vào năm 1976 bởi Quốc hội khóa 94.
Ủy ban được "chọn lọc" trong đó thành viên chỉ giữ vai trò tạm thời và sẽ luân chuyển giữa các thành viên của thượng viện. Ủy ban bao gồm 16 thành viên. Tám trong số những ghế đó được dành chủ tịch và thành viên cao cấp của mỗi ủy ban sau:Phân bổ ngân sách, Dịch vụ Vũ trang, Đối ngoại và Tư pháp. Trong số những người còn lại, bốn người là thành viên từ phe đa số, và bốn người từ phe thiểu số. Ngoài ra, Lãnh đạo Đa số Thượng viện và Lãnh đạo Thiểu số Thượng viện là những thành viên dựa chức không bỏ phiếu của ủy ban. Ngoài ra, Chủ tịch và Thành viên Cao cấp của Ủy ban Dịch vụ Vũ trang (nếu chưa phải là thành viên của Ủy ban Tình báo) cũng trở thành thành viên dựa chức.
Là một phần của trách nhiệm giám sát, Ủy ban thực hiện đánh giá hàng năm ngân sách tình báo do Tổng thống đệ trình và chuẩn bị luật cho phép phân bổ ngân sách cho các cơ quan và bộ phận dân sự và quân sự khác nhau bao gồm cộng đồng tình báo. Các thực thể này bao gồm Văn phòng Giám đốc Tình báo Quốc gia, Cơ quan Tình báo Trung ương , Cơ quan Tình báo Quốc phòng, Cơ quan An ninh Quốc gia, Cơ quan Tình báo-Không gian Địa lý, Văn phòng Trinh sát Quốc gia, cũng như các bộ phận liên quan đến tình báo của Bộ Ngoại giao, Cục Điều tra Lien bang, Bộ Ngân khố và Bộ Năng lượng.
Ủy ban cũng đưa ra khuyến nghị cho Ủy ban Dịch vụ Vũ trang Thượng viện về ủy quyền cho các thành phần liên quan đến tình báo của Lục quân Hoa Kỳ, Hải quân Hoa Kỳ, Không quân Hoa Kỳ và Thủy quân lục chiến Hoa Kỳ. Ủy ban cũng tiến hành các cuộc điều tra, kiểm toán và thanh tra định kỳ đối với các hoạt động và chương trình tình báo.

## Thành viên của ủy ban trongQuốc hội khóa 117
| Đa số | Thiểu số |
| --- | --- |
| - Mark Warner, Virginia, Chủ tịch - Dianne Feinstein, California - Ron Wyden, Oregon - Martin Heinrich, New Mexico - Angus King, Maine - Michael Bennet, Colorado - Bob Casey, Pennsylvania - Kirsten Gillibrand, New York | - Marco Rubio, Florida, Phó Chủ tịch - Richard Burr, Bắc Carolina - Jim Risch, Idaho - Susan Collins, Maine - Roy Blunt, Missouri - Tom Cotton, Arkansas - John Cornyn, Texas - Ben Sasse, Nebraska |
| Thành viên dựa chức | |
| - Jack Reed, Rhode Island - Chuck Schumer, New York | - Jim Inhofe, Oklahoma - Mitch McConnell, Kentucky |

Ghi chú:
1. ↑  Angus King là chính khách độc lập họp kín cùng Đảng Dân chủ.
2. ↑  với vai trò Chủ tịch Ủy ban Dịch vụ Vũ trang Thượng viện
3. ↑  với vai trò Lãnh đạo Đa số Thượng viện
4. ↑  với vai trò Thành viên cao cấp Ủy ban Dịch vụ Vũ trang Thượng viện
5. ↑  với vai trò Lãnh tụ Thiểu số Thượng viện

## Chủ tịch Ủy ban
| #  | Tên               | Đảng | Đảng     | Tiểu bang    | Nhiệm kỳ   |
| -- | ----------------- | ---- | -------- | ------------ | ---------- |
| 1  | Daniel Inouye     |      | Dân chủ  | Hawaii       | 1976–1979  |
| 2  | Birch Bayh        |      | Dân chủ  | Indiana      | 1979–1981  |
| 3  | Barry Goldwater   |      | Cộng hòa | Arizona      | 1981–1985  |
| 4  | David Durenberger |      | Cộng hòa | Minnesota    | 1985–1987  |
| 5  | David Boren       |      | Dân chủ  | Oklahoma     | 1987–1993  |
| 6  | Dennis DeConcini  |      | Dân chủ  | Arizona      | 1993–1995  |
| 7  | Arlen Spectre     |      | Cộng hòa | Pennsylvania | 1995–1997  |
| 8  | Richard Shelby    |      | Cộng hòa | Alabama      | 1997–2001  |
| 9  | Bob Graham        |      | Dân chủ  | Florida      | 2001       |
| 10 | Richard Shelby    |      | Cộng hòa | Alabama      | 2001       |
| 11 | Bob Graham        |      | Dân chủ  | Florida      | 2001–2003  |
| 12 | Pat Roberts       |      | Cộng hòa | Kansas       | 2003–2007  |
| 13 | Jay Rockefeller   |      | Dân chủ  | Tây Virginia | 2007–2009  |
| 14 | Dianne Feinstein  |      | Dân chủ  | California   | 2009–2015  |
| 15 | Richard Burr      |      | Cộng hòa | Bắc Carolina | 2015–2020  |
| 16 | Marco Rubio Quyền |      | Cộng hòa | Florida      | 2020–2021  |
| 17 | Mark Warner       |      | Dân chủ  | Virginia     | 2021 – nay |